# Fusina

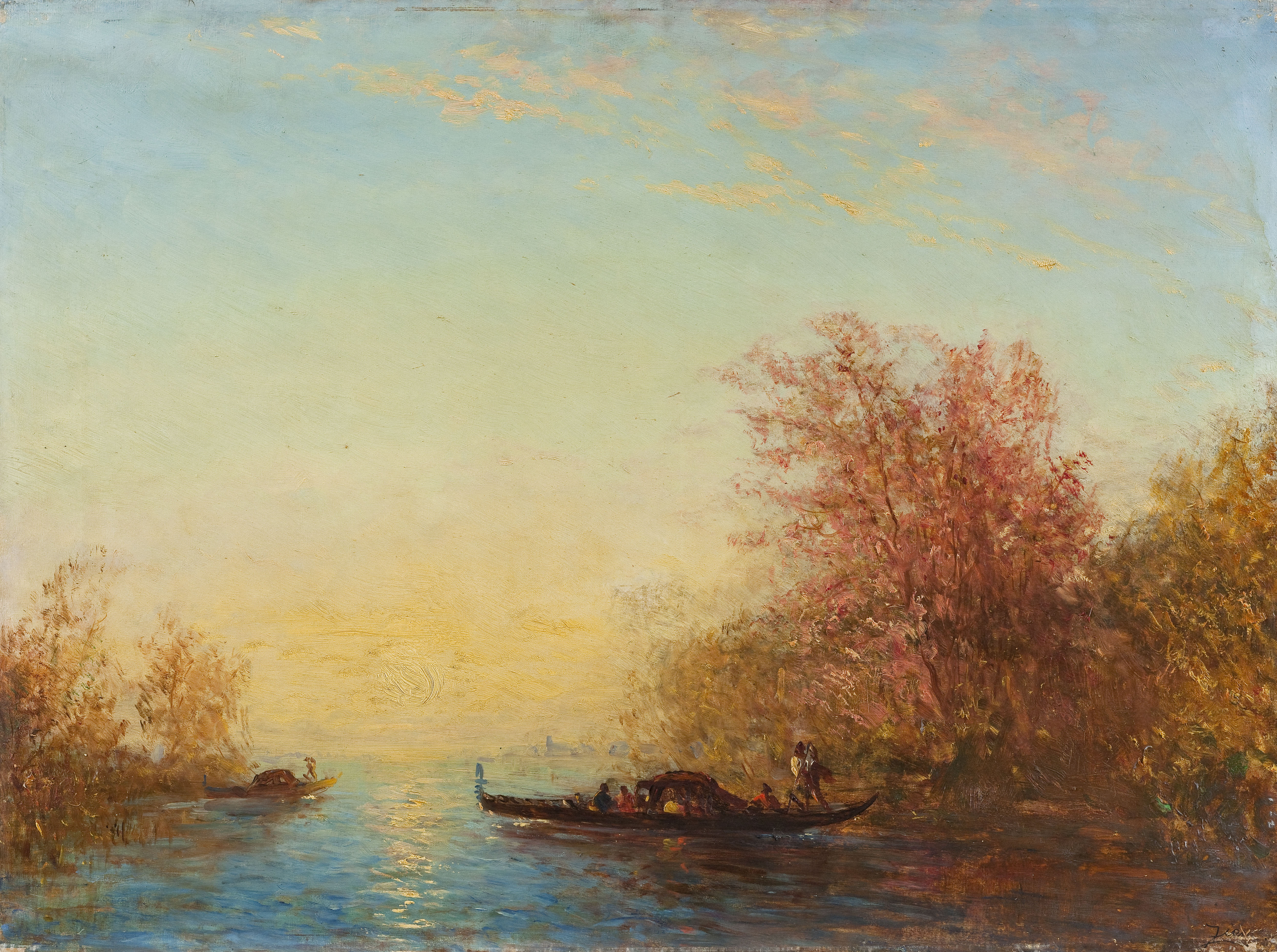
Fusine, environs de Venise
Félix Ziem, 1870-1890
Petit Palais, Paris

Fusina est une localité de la commune de Venise, à l’embouchure de l’ancien bras du fleuve Brenta, l'actuel Naviglio del Brenta, dans la lagune de Venise, en Italie du nord.

## Lixa Fusina
Fusina durant l'époque de la république de Venise s’appelait Lixa Fusina parce qu’il existait une machine, ou mécanisme, qui servait aux barques de surmonter la dénivellation entre les eaux de la lagune et celle de l’ancien fleuve Brenta. Fleuve qui avait été barré par une digue artificielle (la famosa Tajada, terminée en 1339) pour éviter l’ensablement de la lagune de Venise.
La Lixa ou Lizza, consistait en une installation qui utilisait deux plans inclinés fait de pierre et traverse de bois. Cette installation construite en 1438, fut démolie après la construction d’une écluse (de 1604 à 1612) entre Mira (Italie) (aujourd’hui localité de Mira Porte) et le dit ponte del vaso de Dolo, avant la fin du creusement du Taglio Nuovissimo del Brenta.

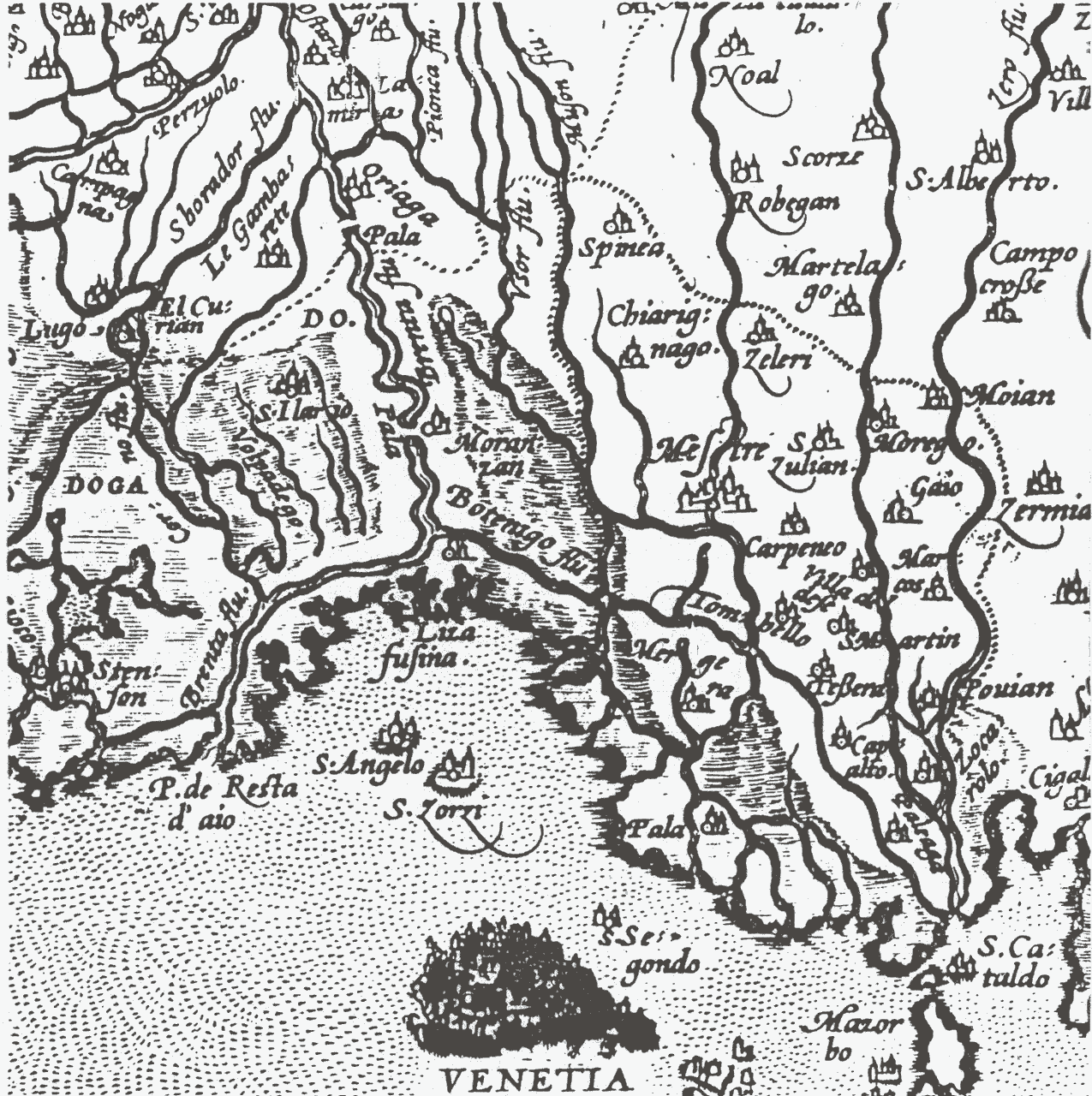
Embouchure de la Brenta Vecchia à Fusina, carte du XVe siècle

## La zone industrielle
Depuis les années 1960, Fusina est la localité qui délimite au sud la zone industrielle du port de Marghera, avec la présence d’une grande Centrale thermo-électrique de l'Enel (Centrale Andrea Palladio) d’environ 900 MW et d’autres industries. 

## Transport
Entre 1885 et 1954, Fusina est le terminus oriental du tramway Padoue-Malcontenta-Fusina (it), géré par la Società delle Guidovie Centrali Venete ; arrivés à Fusina, les tramways étaient en correspondance avec des bateaux pour le centre de Venise, gérés par la Società Veneta Lagunare, contrôlée par la Società Veneta.

## Personnalités liées à Fusina
- Luigi Nono, peintre, (né à Fusina le 8 décembre 1850 – décédé à Venise le 17 octobre 1918) fut un peintre issue de l’école vénitienne du XIXe siècle.

## Source
- (it) Cet article est partiellement ou en totalité issu de l’article de Wikipédia en italien intitulé « Fusina (Venezia) » (voir la liste des auteurs).